# 花纸头

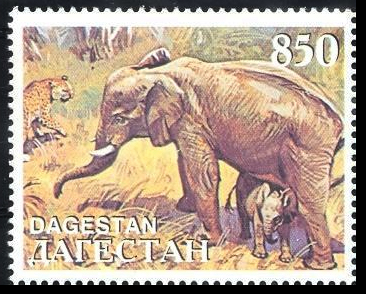
一张以“达吉斯坦”（DAGESTAN）名义发行的花纸头。达吉斯坦为俄罗斯联邦的一个共和国（联邦主体），无独立邮政权。

花纸头是一种模仿邮票形式印制的印刷品，属于假邮票的一种。这类印刷品带有铭记、面值和齿孔等邮票的要素，实际上没有任何邮资凭证的功能。万国邮联也会定期公布花纸头的名单。

## 简介
大多数花纸头会使用根本不曾存在的国家、无独立邮政权的地方行政区或者已经灭亡的国家作为邮票铭记，如“苏格兰艾因哈罗神圣岛”（EYNHALLOW HOLY ISLAND SCOTLAND，该地为英国苏格兰所属，从无独立邮政权）、以“南阿拉伯”（SOUTH ARABIA）名义发行的邮票（正确铭记应为全名“FEDERATION of SOUTH ARABIA”，即“南阿拉伯联邦”）、1972年之后以阿联酋各酋长国名义发行的邮票（1972年阿联酋成立之后，各酋长国便不再有独立邮政权）等。也有少部分花纸头的铭记为现实中存在的国家，多是一些公众知之甚少的小国。
花纸头不可与“商业邮票”或“有害邮品”相混淆。后两者虽然是以盈利为目的而发行，有些甚至不能用于寄递信件，但都是由各国邮政机关合法发行。